# 뉴욕 식민지

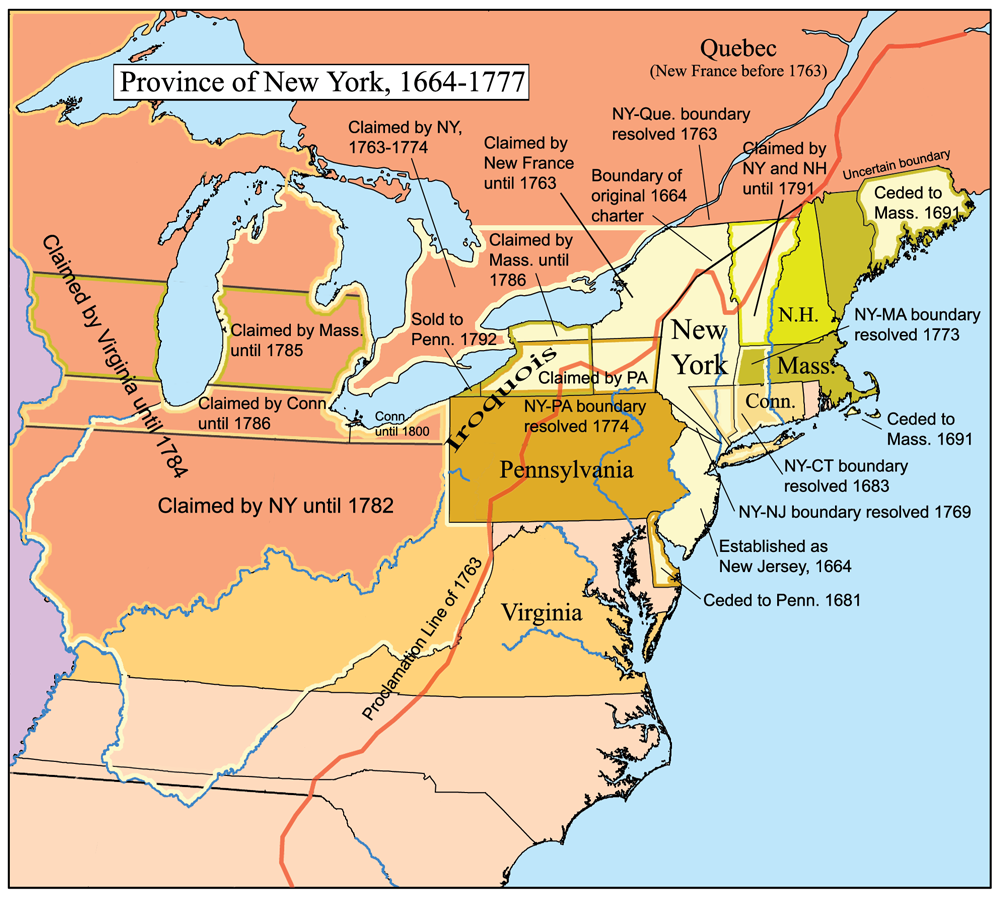
뉴욕 식민지

뉴욕 식민지(Province of New York)는 17 세기 중반, 영국이 네덜란드령 ‘네덜란드 식민지’를 점령하면서 시작된 식민지이다. 그 영역은 현재의 뉴욕 대다수와 뉴저지, 델라웨어와 버몬트를 포함하고 있으며, 또한 코네티컷, 매사추세츠 및 메인 내륙이 포함되어 있었다.
이 식민지는 1664년 네덜란드로부터 점령하여, 영국 왕 찰스 2세의 동생 요크 공 제임스를 따서 명명되었다. 뉴욕 식민지 의회는 1776년에 스스로 뉴욕연방정부라고 선언하고, 실질적으로 영국에서 분리하여 이듬해 뉴욕 헌법을 비준했다. 미국 독립 전쟁 중 영국이 북미의 군정 기지로 뉴욕시를 점령하는 동안, 영국의 총독이 사실상 통치했지만 원래 식민지의 나머지 대부분은 패트리어트의 손에 있었다. 뉴욕에서 영국의 지배는 〈1783년 파리 조약〉으로 끝이 났다.

## 역사

### 영주령 식민지
1664년 8월 27일에 영국은 뉴네덜란드 식민지를 네덜란드로부터 빼앗았다. 이 점령은 1667년 7월 《브레다 조약》으로 공인되었다.
1665년 3월, 요크 공 제임스가 뉴네덜란드 식민지와 현재의 메인주를 포함한 왕실직할령 식민지의 인가를 받았다. 이 인가장에는 현재 매사추세츠의 일부도 포함되어 있었지만, 매사추세츠의 인가 모양과 일치했다. 인가장에는 전통적인 영주권을 인정하고, 그 권한을 거의 제한하지 않았다. 일반적으로, 소유권, 지배권과 통치권을 주는 토지 양도 증서와 같으며, 그 통치는 영국 법률에 따라야 한다는 제한만 있을 뿐이었다. 그러나 요크 공이 식민지를 방문한 적은 없으며, 그 지배에 대해서는 간섭을 하지 않았다. 스스로 선출된 지사, 의회 및 다른 관리를 통해 그 정부를 관리하는 방식을 선택했다. 선출된 의회에 관한 규정은 없었다.
1665년, 뉴저지가 뉴욕에서 분리되어 다른 식민지가 되었지만, 그 경계는 1765년까지 확정되지 않았다. 1667년, 코네티컷의 서쪽 절반이 뉴욕에서 분리되어 코네티컷에 통합되었다.
1673년 7월 네덜란드 함대가 뉴욕을 탈환하고, 1674년 2월 《웨스트민스터 조약》을 통해 수리남과 교환하는 조건으로 영국에 반환되었다. 1674년 7월 요크 공은 두 번째 인가장을 얻어 그 권리를 완벽하게 했다.

## 같이 보기
- 13개 식민지

## 참고 문헌
- Anderson, Fred. Crucible of War. 2000. ISBN 0-375-70636-4
- Bonomi, Patricia U. A Factious People: Politics and Society in Colonial New York. New York: Columbia University Press, 1971.
- Greene, Evarts Boutelle et al., American Population before the Federal Census of 1790, 1993, ISBN 0-8063-1377-3
- Kammen, Michael. Colonial New York: A History. New York: Oxford University Press, 1975.
- Ketchum, Richard, Divided Loyalties, How the American Revolution Came to New York, 2002, ISBN 0-8050-6120-7
- Launitz-Schurer, Leopold, Loyal Wigs and Revolutionaries, The making of the revolution in New York, 1765-1776, 1980, ISBN 0-8147-4994-1
- Nash, Gary, The Urban Crucible, The Northern Seaports and the Origins of the American Revolution, 1986, ISBN 0-674-93058-4
- Nash, Gary, The Unknown American Revolution. 2005, ISBN 0-670-03420-7
- Schecter, Barnet. The Battle for New York: The City at the Heart of the American Revolution. Pimlico, 2003. ISBN 0-7126-3648-X